# Jacques Ier du Kongo
Jacques Ier du Kongo  (Nkumbi Npudi a Nzinga en Kikongo et D. Diogo en portugais) est un roi du Kongo de 1545 à 1561.

## Origine
Dom Diogo est un fils de la princesse Nzinga Mvemba, fille ainée du roi Alphonse Ier du Kongo. Il s’appuie sur la tradition nationale de succession matrilinéaire pour s'imposer comme successeur de son oncle maternel Pierre Ier, jugé par ailleurs trop favorable aux Portugais et à l'église catholique par une partie de la population

## Règne
Le roi Jacques ou Diogo s'empare du pouvoir en s'appuyant sur les Mwene  Kabunga et Kiova dont les domaines se trouvaient à l'ouest et au sud-ouest de la capitale.
Après sa prise de pouvoir il poursuit néanmoins la politique d'Alphonse Ier et tente d’implanter l'enseignement dans son royaume avec les Jésuites, il veut également éliminer la traite vers São Tomé et faire respecter le monopole royal du commerce et en 1546 il envoie un portugais né au Kongo vers 1520 nommé Diogo Gomes  comme ambassadeur au Portugal .
Dès 1548 le roi défait le chef local de l'île où sera construite la ville de Luanda et prend quelques contrebandiers portugais. En 1566 il organise une expédition contre le ngola de Ndongo mais il est vaincu. En conséquence le royaume de Ndongo, noue des contacts directs avec le Portugal.
Don Diogo est aussi un chrétien opportuniste qui souhaite utiliser l'influence de l'Église pour servir ses ambitions commerciales, Il envoie une ambassade extraordinaire auprès du pape conduite par un prêtre métis Diogo Gomes, né et ordonné à Mbanza-Kongo, pour solliciter l'envoi de « nouveaux missionnaires de bonnes mœurs » et s'il reçoit des missionnaires, il en expulse aussi beaucoup, même l'évêque João Baptista de São Tomé qu'il chasse de son royaume en 1547 ne trouve pas grâce à ses yeux.
Sous son règne, l'Église catholique est à peine tolérée et chaque construction d'église ou  d'école donne droit à une marchandage serré avec le roi qui impose en retour un avantage commercial pour son pays. C'est dans ce contexte qu'il exige que le port de Mpinda dans la province de Soyo reprenne son rôle de port unique sur la côte Kongo.
En 1555 à la suite d'une querelle entre des marchands Kongo et des Portugais, il expulse quasiment tous les Européens de Mbanza-Kongo. C'est dans cette quasi clandestinité que le catéchisme est rédigé en Kikongo en 1557 par des franciscains, ce qui en fait le premier ouvrage connu publié dans une langue bantoue.
Les Portugais tentèrent plusieurs fois de rétablir son oncle Pierre Ier du Kongo réfugié à Luanda mais le roi Jacques déjoue tous les complots et règne jusqu'à sa mort le 4 novembre 1561. Une lutte pour le pouvoir s'engage alors entre trois candidats au trône dont son fils illégitime Alphonse II. les prétendants sont soutenus par diverses factions de la noblesse et/ou les Portugais.

## Sources
- (en) Jon K. Thornton « The Kingdom of Kongo, ca. 1390-1678. The Development of an African Social Formation ». dans : Cahiers d'études africaines. Vol. 22 N°87-88, systèmes étatiques africains. p. 325-342.
- Filippo Pigafetta et Duarte Lopes Le Royaume de Congo & les Contrées Environnantes (1591) réédition 1er janvier 2002
- Sous la direction d'Hubert Deschamps, Histoire de l'Afrique Noire, Paris, Presses universitaires de France, 1970, p. 375 Diego Ier
- (en) Anne Hilton, The Kingdom of Kongo (Oxford Studies in African Affairs), Oxford, Clarendon Press of Oxford University Press, 1985 (ISBN 978-0198227199), p. 86-87 Fig 1.